# Cristina Pedra
Maria Cristina Andrade Pedra Costa, geralmente conhecida como Cristina Pedra (Monte, Funchal, 13 de maio de 1966), é uma advogada, empresária e política madeirense. É a atual presidente da Câmara Municipal do Funchal, sendo a primeira mulher a ocupar o cargo.
Em 1989, licenciou-se em Administração de Empresas pelo Instituto Superior de Economia, ocupando a partir desse ano o cargo de consultora fiscal.
Em 2001 tornou-se diretora técnica da ETPRAM – Empresa de Trabalho Portuário, Lda., no Funchal – Portugal, especializada em carga e descarga de navios, sendo igualmente a partir desse ano sócia e CEO da GestLider II – Contabilidade, Informática e Gestão Lda., uma empresa de contabilidade e consultoria especializada na elaboração de candidaturas para estudos económicos.
Em 2006, licenciou-se em Direito pela Universidade Moderna, em Lisboa, tornando-se advogada.
Em 2015, concluiu um curso de pós-graduação em Análise Financeira no IDEFE – Instituto para o Desenvolvimento e Estudos Económicos, Financeiros e Empresariais.
Desde 2013, é Presidente da Associação Comercial e Industrial do Funchal – Câmara de Comércio e Indústria da Madeira (ACIF-CCIM), tendo, assim, assento em várias organizações regionais e nacionais, como a participação no Conselho Geral da Confederação Empresarial de Portugal (CIP).
Até outubro de 2016, integrou o Conselho Consultivo da Comarca da Madeira.

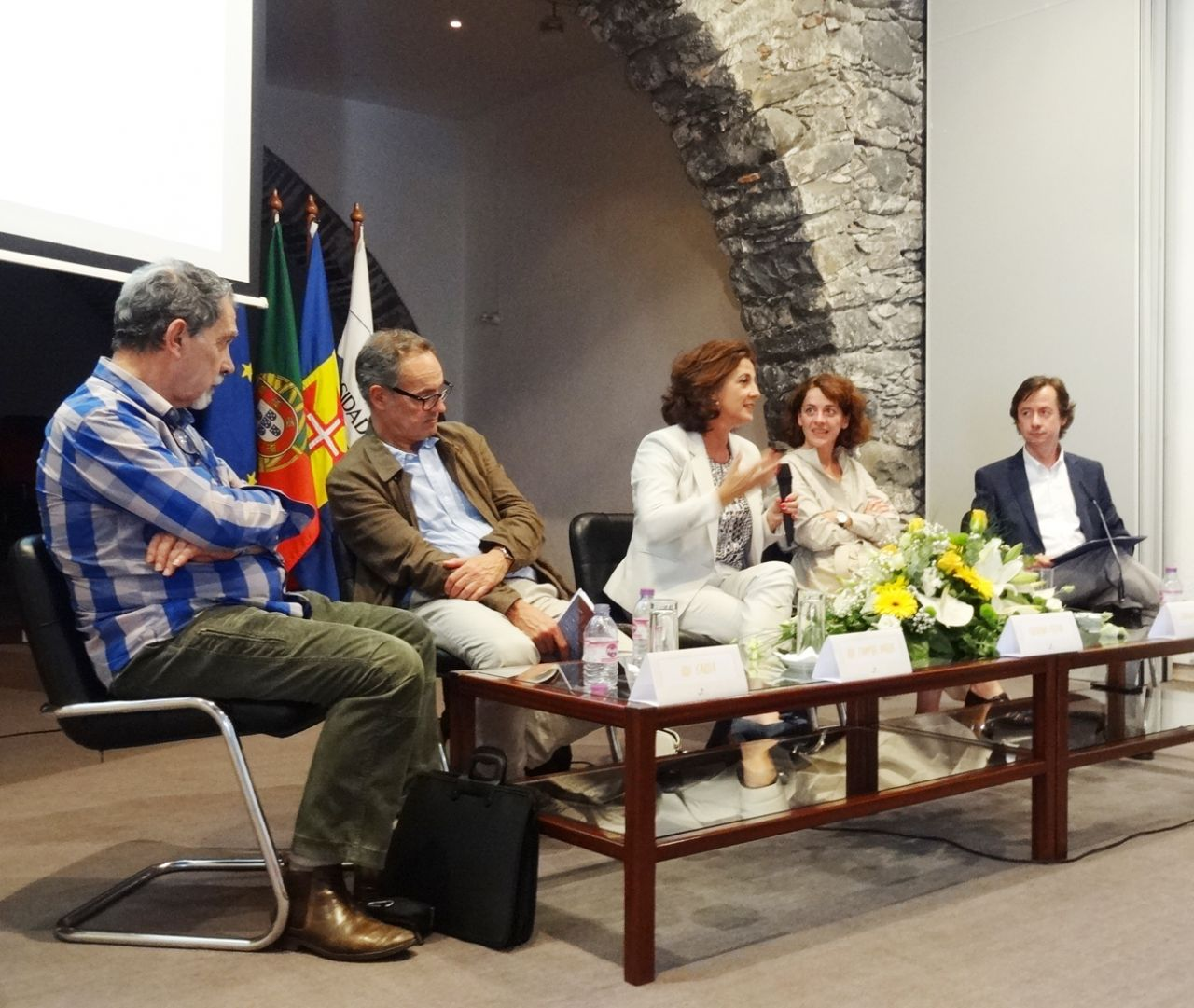
Cristina Pedra na messa redonda "Lojas com História", em junho de 2018

Em 2013 foi eleita presidente da Associação Comercial e Industrial do Funchal – Câmara de Comércio e Indústria da Madeira (ACIF - CCIM), sendo a primeira mulher a exercer aquele cargo na história daquela associação comercial.
Em junho de 2018, participou na mesa redonda ‘Lojas com História', organizada pela Câmara Municipal do Funchal no Colégio dos Jesuítas do Funchal, com a presença da jornalista e empresária Catarina Portas, do professor catedrático Rui Carita, e do arquitecto Rui Campos Matos.
Exerceu o cargo até 31 de dezembro de 2018, saíndo pela limitação de mandatos, sendo substituída no cargo por Jorge Veiga França.
Na qualidade de empresária, participou, em 2020, numa conferência do Gabinete de Estudos do PS-Madeira, encerrada pelo então líder regional socialista, Paulo Cafôfo.

## Carreira política
Em 2021 aceitou, como independente, o convite de Pedro Calado para integrar a coligação “Funchal Sempre à Frente”, constituída pelo PSD e CDS-PP, vindo a assumir funções como vice-presidente daquele autarca na Câmara Municipal do Funchal, com os pelouros da Economia, Apoio ao Investimento e Fundos Comunitários, Finanças, Mercados Municipais, Turismo, Recursos Humanos, Modernização Administrativa e Informática e Auditoria Interna.
Durante a crise política madeirense de janeiro de 2024, começou por substituir Pedro Calado nas reuniões camarárias, após este ser detido por suspeita de crimes de corrupção, tráfico de influências, abuso de poder e prevaricação. A 29 de janeiro, assumiu a presidência da Câmara Municipal do Funchal,  substituindo aquele autarca após este renunciar ao mandato, ficando o vereador Bruno Pereira como vice-presidente, sendo a primeira mulher na história do município a assumir a presidência.
A nova vaga na vereação foi ocupada por Ana Bracamonte, da coligação 'Funchal Sempre À Frente'.